# Малори, Жан
Жан Малори (фр. Jean Malaurie; 22 декабря 1922, Майнц, Веймарская республика[…] — 5 февраля 2024, Дьеп, Франция) — французский путешественник, географ и геоморфолог, а также этно-историк и писатель. Руководитель исследований в Школе социальных наук, директор и основатель серии «Земля Человеческая» парижского издательства «Плон».

## Биография
Родился в Майнце во французской католической семье преподавателей истории, имевшей франко-нормандские и шотландские корни. Ещё в детстве увлекался историей, заинтересовавшись замками Рейна. В июне 1943 года, готовясь к соревнованиям в Высшей нормальной школе на улице Ульм в Париже, при Лицее Генриха IV, был схвачен и привлечён к общеобязательным работам немецкими оккупационными властями, но, отказавшись от участия в них, ушёл в подполье и скрывался вплоть до августа 1944 года. В течение этого периода разыскивался полицией режима Виши.
По окончании Парижского университета, учился в аспирантуре Института географии у профессора Эмманюэля де Мартона (ум. 1955), который 15 годами ранее преподавал Жюльену Граку. В 1948 году Мартон послал его географом и физиком во французские полярные экспедиции, возглавляемые Полем-Эмилем Виктором и исследовавшие ледяной покров на западном побережье Гренландии. Участвовал в двух полярных экспедициях, в мае-сентябре 1948 и в мае-сентябре 1949 года, исследовавших гренландское побережье к югу от острова Диско до горы Скансен.
После участия в двух геоморфологических и геокриологических экспедиций для Национального центра научных исследований (CNRS), в одиночку провёл две зимы 1949 и 1950 годов в пустыне Хоггар (Алжир, Сахара), а в июле 1950 вновь отправился в Гренландию. Единолично руководил «первой французской географической и этнологической экспедицией на север Гренландии» для CNRS, т. н. «экспедицией Туле». Там Малори составляет первую генеалогическую схему для 4 поколений группы инуитов, самых северных людей на Земле, включающих 302 полярных эскимоса (70 семей). Он также обновил тенденцию к планированию союзов, чтобы избежать рисков кровосмесительных браков (запрет брака до 5 колена).
Проведя геоморфологические исследования на Крайнем Севере Гренландии, увеличил карту побережья (топография, геоморфология осыпей и ниваций, морской лед) до масштаба 1:100 000. Карта была составлена им на участке протяженностью 300 километров и шириной 3-4 километра, в малоизвестной области Земли Инглфильда и на южном побережье Земли Вашингтона (мыс Джексон, 80 ° с. ш.). Им обнаружены были фьорды и ранее неизвестные прибрежные районы, которые он получил разрешение назвать французскими названиями, такими как Парижский фьорд, а также в честь своих спутников-инуитов, таких как знаменитый шаман Утак. Он провёл подробное геоморфологическое исследование осыпей и геокриологических экосистем высоких широт, в которых описал циклическую и пластовую организацию. Позже это стало темой для его диссертации: «Геоморфологические исследования на северо-западе Гренландии». 9 апреля 1962 года он получил степень доктора географии и место профессора на факультете литературы Парижского университета.
Вместе со своим спутником эскимосом Кутсикитсоком стал первым в мире человеком, достигшим 29 мая 1951 года на двух собачьих упряжках геомагнитного Северного полюса (78 ° 29′ с. ш. 68 ° 54′ з. д.). 16 июня 1951 года он обнаружил американскую военную базу Туле, тайно построенную для размещения ядерных бомбардировщиков, и решил публично выступить против создания этой базы, которое не было согласовано с местным населением.
В 1955 году была парижским издательством «Плон» (Plon) была опубликована его книга «Последние короли Туле», как основополагающая в серии «Земля Человеческая», в которой позже вышли такие классические исследования, как «Tristes Tropiques» Клода Леви-Стросса, «Les Immémoriaux», «Testament du dernier Indien sauvage de l’Amérique du Nord» Теодоры Крёбер или «Affables Sauvages» Фрэнсиса Хаксли, «Soleil Hopi» Дона С. Талаесва, «Pour l’Afrique, j’accuse» Рене Дюмона, «Carnets d’enquêtes» Эмиля Золя. Серия «Земля Человеческая» призвана была изменить западный взгляд на живую природу Земли.
В 1957 году, по рекомендации историка Фернана Броделя и культуролога Леви-Стросса, Малори был избран на кафедру полярной географии, первую в истории Французского университета, созданную по этому случаю в рамках Практической школы высших исследований (EPHE). В 1958 году он основал Центр арктических исследований, а в 1960 году выпустил главный журнал CNRS по Арктике «Интер-Север».

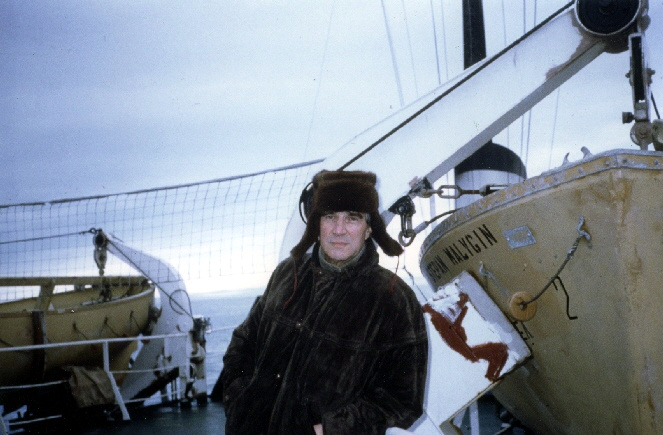
Жан Малори рядом с советским гидрографическим судном у Уэлена во время экспедиции на Чукотку, август 1990 года.

В 1968—1969 годах он возглавлял французскую секцию Правительственной комиссии Франции и Квебека, когда была создана автономная территория Нового Квебека, позже именуемая как Нунавут. Рекомендации его, опубликованные в книге «От Нового Квебека до Нунавика, 1964—2004, хрупкая автономия» и в специальном разделе «Нунавик / Унгава» публикация «Интер-Север» № 20, была направлена на установление подлинной автономии этой национальной территории в составе Канады и проведение в ней глубокой реформы системы национального образования. Они внесли заметный вклад в разработку статуса нынешних канадских арктических территорий, и были поддержаны Чарли Ваттом, федеральным сенатором по делам инуитов в Оттаве.
Жан Малори возглавил первую советско-французскую экспедицию на сибирскую Чукотку в 1990 году по просьбе советского правительства и академика Дмитрия Лихачёва, научного консультанта Михаила Горбачёва. В августе 1990 года Малори исследовал Китовую аллею — памятник и культовый предмет шаманизма на северо-востоке Сибири, который игнорировался до тех пор, пока впервые не был обнаружен в 1977 году этнографом и археологом Сергеем Арутюновым. В 1992 году Жан Малори основал Государственную Полярную академию в Санкт-Петербурге — сибирскую кадровую школу, в которой занималось около 1000 студентов, представляющих 45 этнических групп, и имевшую 5 факультетов. Французский преподаётся в ней как первый иностранный и обязательный язык. Малори является пожизненным почётный президентом Полярной академии.
В ходе своей 31-й экспедиции, имевшей исследовательский ареал от Гренландии до Сибири, он преподавал метод антропогеографии, «от камня к человеку» — напоминая, что историю, ритуалы и социологию арктических народов возможно понять лишь в рамках размышлений о диалектических отношениях с физической средой, фауной и флорой. Эти наблюдения связаны с теорией Гайи. Согласно выводам Джеймса Лавлока, поддерживающего Жана Малори, Земля будет «динамической физиологической системой, которая включает биосферу и поддерживает нашу планету пригодной для жизни на протяжении более трёх миллиардов лет».
Является защитником прав коренных народов Арктики, естественным условиям обитания которых в настоящее время угрожает неконтролируемое развитие промышленной и нефтяной деятельности на Крайнем Севере. Глобализация, за которой следует объединение культур, по мнению Малори, является не прогрессом, а несчастьем: «Я не перестану выступать против глобализации. Культурный плюрализм — это условие прогресса человечества». Является советником в четырёх столицах: Вашингтоне, Оттаве, Копенгагене и Москве. В 2007 году он стал Послом доброй воли от арктических регионов (в области науки и культуры) в ЮНЕСКО, куда его пригласили возглавить первое международное совещание экспертов ЮНЕСКО по Арктике, посвящённое изменению климата и устойчивому развитие Арктики, состоявшемуся с 3 по 6 марта 2009 года в Монако. По его инициативе и в сотрудничестве с ЮНЕСКО в 2011 году в Гренландии был проведён международный конгресс, посвящённый циркумполярным народам.
С 2007 года он также является почётным президентом Полярного института в Уманаке — учреждения, целью которого является сохранение местной гренландской культуры и продвижение образовательных программ для молодёжи инуитов. В 2010 году был основан Pôle Inuit — институт Жана Малори в Уманаке (Гренландия).
Наиболее известной из его книг является «Последние короли Туле», впервые вышедшая в 1955 году и переведённая на 23 языка, — самая распространенная книга об инуитах. Сильно сокращённый русский перевод её выпущен был в 1973 году советским издательством «Мысль» в серии «Рассказы о природе» под редакцией С. А. Арутюнова. Также по этой книге снят был фильм. Вдобавок к 10 опубликованным трудам, он имеет на своём счету более пятисот научных статей, собранных вместе с неопубликованными работами в шеститомное собрание сочинений.
Ведущая фигура французских полярных исследований в роду командира Жан-Батиста Шарко, капитана «Пуркуа-Па?», сегодня он проживает в Дьеппе (Нормандия), но собирается прожить остаток жизни в Уумманнаке, на северо-западном побережье Гренландии, где создан его музей, в котором воссоздана его бывшая зимовочная база в торфяном домике в Сиорапалуке (1950—1951).
Удостоен французского титула великого офицера Почётного легиона и Большой золотой медали города Санкт-Петербурга, также получил Золотую медаль Лондонского королевского географического общества от самой королевы. Также награждён медалью Медведя, высшей наградой правительства Гренландии, а также медалью Мунго Парка, присуждённой ему в 2005 году Королевским шотландским географическим обществом.

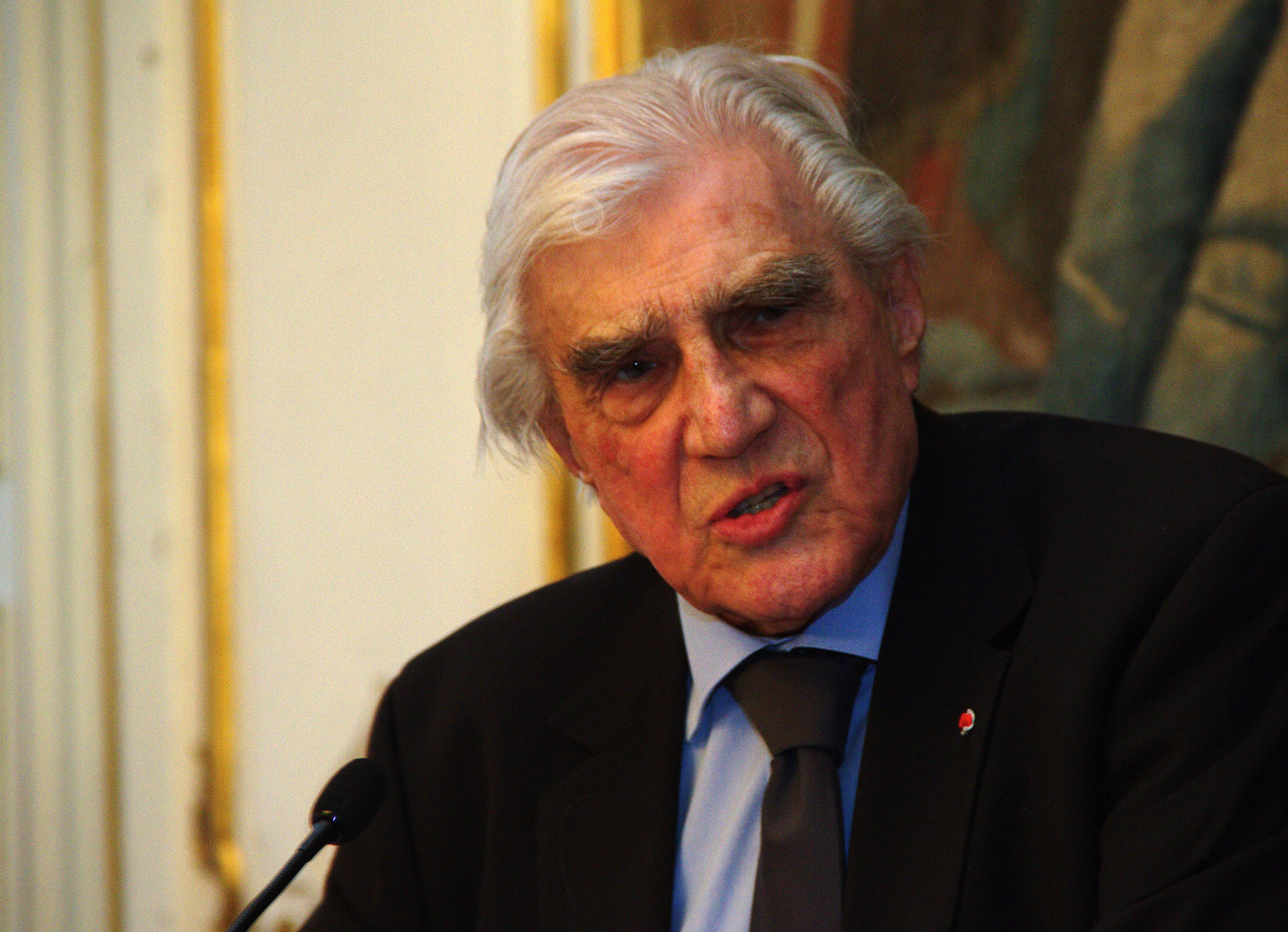
Малори в 2013 году

## Звания и почётные знаки
- Основатель и директор серии «Земля Человеческая», изд. «Плон», Париж (с февраля 1954 г.). Эта серия книг положила начало важному интеллектуальному направлению, названному «Плеяда новой этнологии».
- Избран на первую кафедру полярной географии, основанной в EHESS (Париж, Франция) профессором Фернаном Броделем (1957 →). Семинары, проведённые с 1957 по 2004 год (защищено 100 диссертаций).
- Основатель Центра арктических исследований (EHESS, CNRS), (1958 →)
- Основатель и директор Французского фонда северных исследований в Руане, Франция, созданный 11 мая 1964 года. (1964—1975)
- Директор исследований во французском CNRS (с 1979 г.).
- Директор базы CNRS в Шпицбергене с 1979 по 1990 год, которую он возобновил с программой интегрированной геоморфологии для десяти аспирантов.
- Создание Арктического кинофестиваля в 1983 г. (1983, Дьепп ; 1986, Рованиеми ; 1989, Фермо; четвёртый фестиваль в Уумманнаке, Гренландия).
- Директор и основатель «Полярного фонла Жан Малори» в Центральной библиотеке Национального музея естественной истории, Париж, Франция (1992 →).
- Директор и основатель международного арктического издания «Интер-Север», (CNRS — EHESS), 21 том (1960 →). В этом двуязычном журнале были опубликованы статьи 300 авторов, которые составили настоящую энциклопедию Арктики на 6500 страницах.
- Первый человек, достигший Северного геомагнитного полюса на собачьих упряжках 29 мая 1951 года.
- 31 экспедиция, большинство из которых одиночные, из Гренландии в Сибирь (1948—1997).
- Преподаватель на кафедре исследований в EHESS: защита и иллюстрация антропогеографического метода изучения народов в экстремальных климатических условиях (1957—2004).
- Почётный президент Государственной полярной академии Санкт-Петербурга, соучредителем которой он является, 1992 год. Государственная полярная академия, школа сибирских кадров, была зарегистрирована в Международной ассоциации франкоязычных университетов в 2004 году и подписала соглашение о сотрудничестве с Институтом регионального управление Лилля, Франция (2005—2007 гг.).
- Малори собрал участников из разных уголков мира, в первую очередь, из России. 50-летие Арктического центра, отмечавшееся во время МПГ, стало объектом «национальной памяти» министерства культуры Франции. Первая пан-инуитская конференция, которая когда-либо была организована, прошла в Руане, Франция, с 24 по 27 ноября 1969 года под председательством лауреата Нобелевской премии Рене Кассена. На ней были рассмотрены вопросы: «Экономическое развитие в Арктике и будущее эскимосских обществ». Жан Малори также организовал первый Арктический нефтегазовый конгресс. Гавр, Франция, 2-5 мая 1973 г.
- Посол доброй воли ЮНЕСКО по арктическим полярным вопросам в области науки и культуры (2007 г.).
- Почётный президент Полярного института Уумманнак (Гренландия).
- Почётный спонсор общественной организации «Библиотека без границ».
- Основатель и президент Pôle Inuit — Институт Жана Малори, созданного под эгидой Центр арктических исследований и в сотрудничестве с Полярным институтом Уумманнак (Гренландия).

## Научные достижения
- Премия Академии наук (1967).
- Премия Жана-Вальтера Французской академии (1968).
- Золотая медаль французского арктического общества (1990).
- Медаль CNRS (1992).
- Большая медаль географического общества (Париж,1997
- Почётный доктор Санкт-Петербургского государственного университета (2001).
- Большая золотая Константиновская медаль Русского географического общества (Санкт-Петербург, 2003).
- Золотая медаль патрона, подписанная Её Величеством королевой Елизаветой II (Королевское географическое общество, Лондон, 2005 г.).
- Медаль Мунго Парк (Королевское шотландское географическое общество, 2005 г.).
- Почётный профессор Высшей школы бизнеса (Париж, 2005 г.).
- Почётный доктор Государственного университета Нью-Йорка в Буффало, 2008 г.
- Награда Нерсорнаат, Золотая медаль парламента Гренландии, полученная в Париже от президента парламента Гренландии г-жи Рут Хейлман, 27 февраля 2009 г.

## Награды и медали
- Великий офицер ордена Почётного легиона (2015 г.).
- Командор ордена Почётного легиона (2005 г.).
- Кавалер Большого креста Национального ордена «За заслуги» (2020 г.).
- Командор Национального ордена «За заслуги» (2002 г.).
- Командор Ордена искусств и литературы (2000 г.).
- Орден Дружбы (14 мая 2014 года, Россия) — за большой вклад в укрепление дружбы и сотрудничества с Российской Федерацией, развитие торгово-экономических, научных и культурных связей[8].
- Командор Королевского ордена Даннеброга по просьбе королевы Дании Маргарет II; награждён в Париже принцем Дании Хенриком (2007 г., Дания).

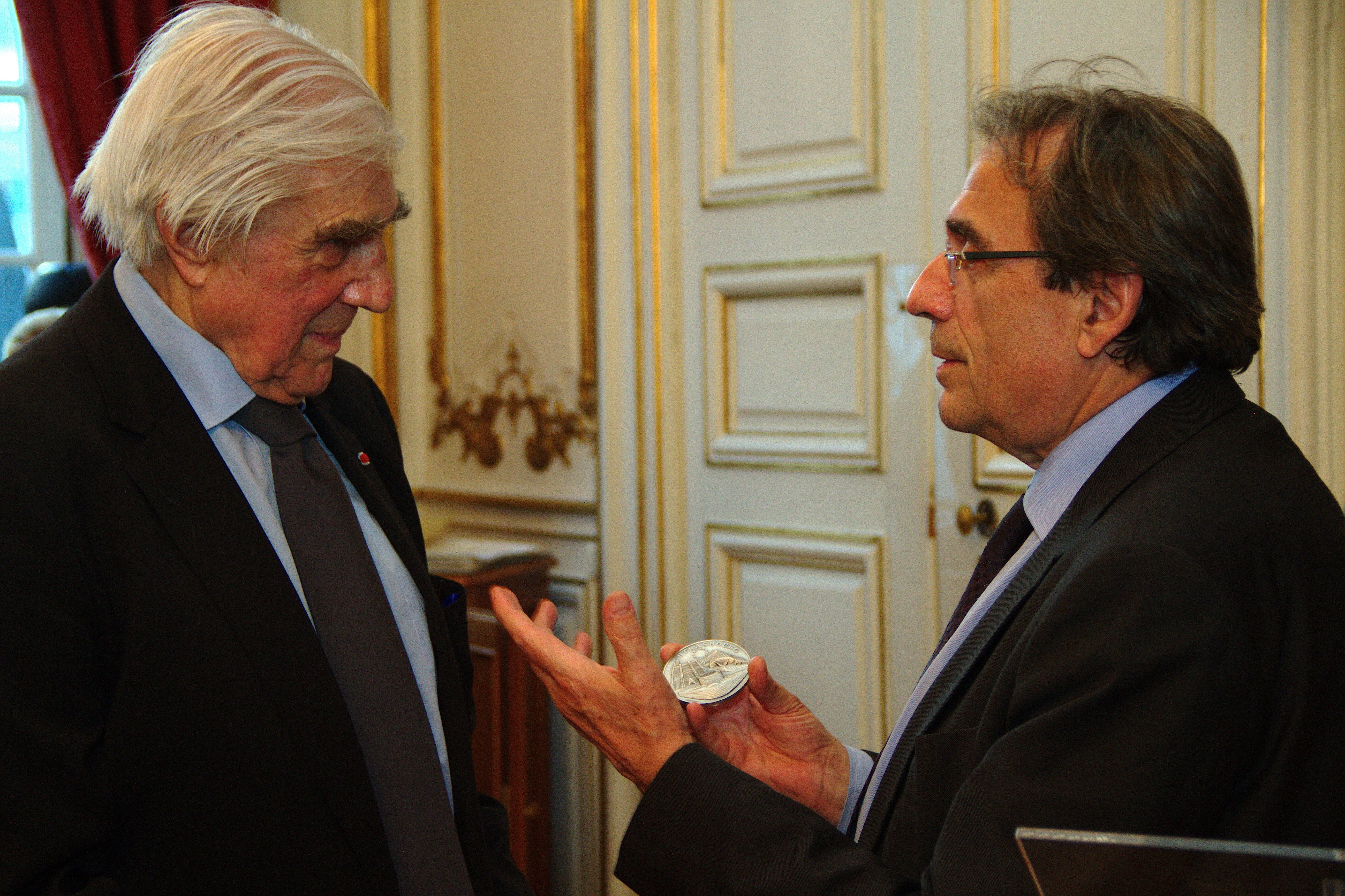
Жану Малори вручается почётная медаль города Страсбурга.

- Награда «Белый медведь», врученная лично премьер-министром Гренландии г-ном Йонатаном Мотсфельдтом, Париж (1999 г.).
- Премия Французской академии наук (1968 г.).
- Главный приз города Парижа (1999 г.).
- Гран-при Жюля-Верна Академии Бретани и Луары (2000)

## Другие знаки отличия
- Мудрец народов Севера, избранный Институтом народов Севера Российского Государственного педагогического университета им. Герцена (1992 г.).
- Почётный гражданин города Фермо (Италия), в котором находятся Полярный географический институт и Полярный итальянский музей (1998 г.).
- Медаль Восточной Республики Уругвай (12 марта 1997 г.)
- Поздравления Сената Канады с его научной деятельностью по просьбе сенатора инуитов г-на Чарли Ватта в присутствии Жана Малори (Оттава, 15 июня 2000 г.).
- Почётный профессор Высшей школы бизнеса (19 сентября 2005 г.)
- Золотая медаль Санкт-Петербурга, врученная в Париже послом России Александром Алексеевичем Авдеевым по случаю 300-летия города (2003 г.).
- Почётная медаль города Страсбурга (2013 г.).

## Дань уважения
В 2010 году, Лонгвиль-сюр-Си, недалеко от Дьеппа, колледж Жана Ростана был переименован в колледж Жана Малори.

## Труды
- Хоггар, Туарег, Журнал географических исследований, Париж, Натан, 1954.
- Последние короли Туле: с полярными эскимосами, лицом к лицу со своей судьбой, Париж, Плон, 1955, серия «Земля человеческая»; 5-е окончательное издание, Париж, Плон, 1989. Книга переведена на 23 языка.
- Темы геоморфологических исследований на северо-западе Гренландии, 497 стр., 79 фотографий, 161 рис., 1 цветная карта (топография, ботаника и гидрология) масштабом 1:25 000 (Скансен, Диско), 1 цветная карта (топография, геоморфология и состояние морского льда) масштабом 1: 200 000 — Диссертация защищена в 1962 году
- Торосы I и II, Париж, Плон, серия «Земля Человеческая», 1999. Кочки, расширенное издание, 4 тома (Париж, изд. Плон /Покет, 2003, 2005).
- Торосы, путешествия и запросы среди канадских инуитов, английский перевод «Кочки» (Канада). Новое предисловие Жана Малори, послесловие Брюса Джексона. Монреаль, Университет Макгилл изд, 2007.
- Ультима Туле (2-е издание, Париж, изд. Le Chêne, 2000, изд. Pocket, 2001) — переведено на английский, немецкий и датский языки.
- Зов Севера (Париж, изд. La Martinière, 2001) переведён на английский и немецкий языки.
- Китовая аллея (Париж, изд. Fayard, серия «Тысяча и одна ночь», 2003, новое расширенное издание, 2008) переведено на русский и английский языки.
- От камня к человеку, предисловие Азурге Тарбаевны Шаукенбаевой на русском языке. (Санкт-Петербург, Государственная полярная академия Санкт-Петербурга, 2003).
- Земля Человеческая: пятьдесят лет коллекции, интервью Морисетт Берн и Пьеретт Крузе с Жаном Малори; предисловие президента Франции Жака Ширака, вступление Жана-Ноэля Жанни, президента Национальной библиотеки Франции, презентации Оливье Орбана, директора Плон, Брюса Джексона, Жака Лакарьера (Париж, Национальная библиотека Франции, 2005 г.) , 135 стр.
- Земля-Мать (Париж, изд. CNRS, 2008).
- Искусство Крайнего Севера, 2008
- Арктика, 1948—2010, une prescience de combat (5 томов), который будет выпущен изд. CNRS. Сборник из 500 научных работ (некоторые из которых не опубликованы); выпущено на французском, английском, немецком и русском языках. Том 1: En éclaireur; Том 2: Écosystème arctique; Том 3: Ethnologie et anthropologie arctiques; Том 4: Развитие прочных и постоянных лиц окружающих; Том 5: Terre Humaine, entretiens et portraits.
- Несколько сотен интервью (пресса, телевидение, радио, Интернет) на французском, русском, английском, итальянском, немецком, датском и гренландском языках.